# Ricardo Echeverría
Ricardo Echeverría Vergara (* 31. Mai 1918 in Antofagasta; † 11. Januar 1988 in Angol) war ein chilenischer Springreiter.

## Karriere
Ricardo Echeverría begann bereits als Kind mit dem Reiten und trat 1937 der chilenischen Kavallerie bei. Nach dem Zweiten Weltkrieg gehörte er zur chilenischen Nationalmannschaft. Er konnte bei den Panamerikanischen Spielen 1951 Bronze im Einzel und Gold mit der Mannschaft gewinnen. Bei den Olympischen Sommerspielen 1952 in Helsinki gewann er zusammen mit Óscar Cristi und César Mendoza die Silbermedaille im Mannschaftswettbewerb im Springreiten. Im Springreiten-Einzel belegte er mit seinem Pferd Lindo Peal den 28. Platz. Zudem gewann er im gleichen Jahr den CSIO Rom.